# Alissowa-Nunatakker
Die Alissowa-Nunatakker (russisch Нунатаки Алисова Nunataki Alissowa) sind eine Gruppe Nunatakker in der antarktischen Ross Dependency. Sie ragen in den Churchill Mountains auf.
Russische Wissenschaftler entdeckten und benannten sie. Der weitere Benennungshintergrund ist nicht überliefert.